# Tötungsanstalt Grafeneck

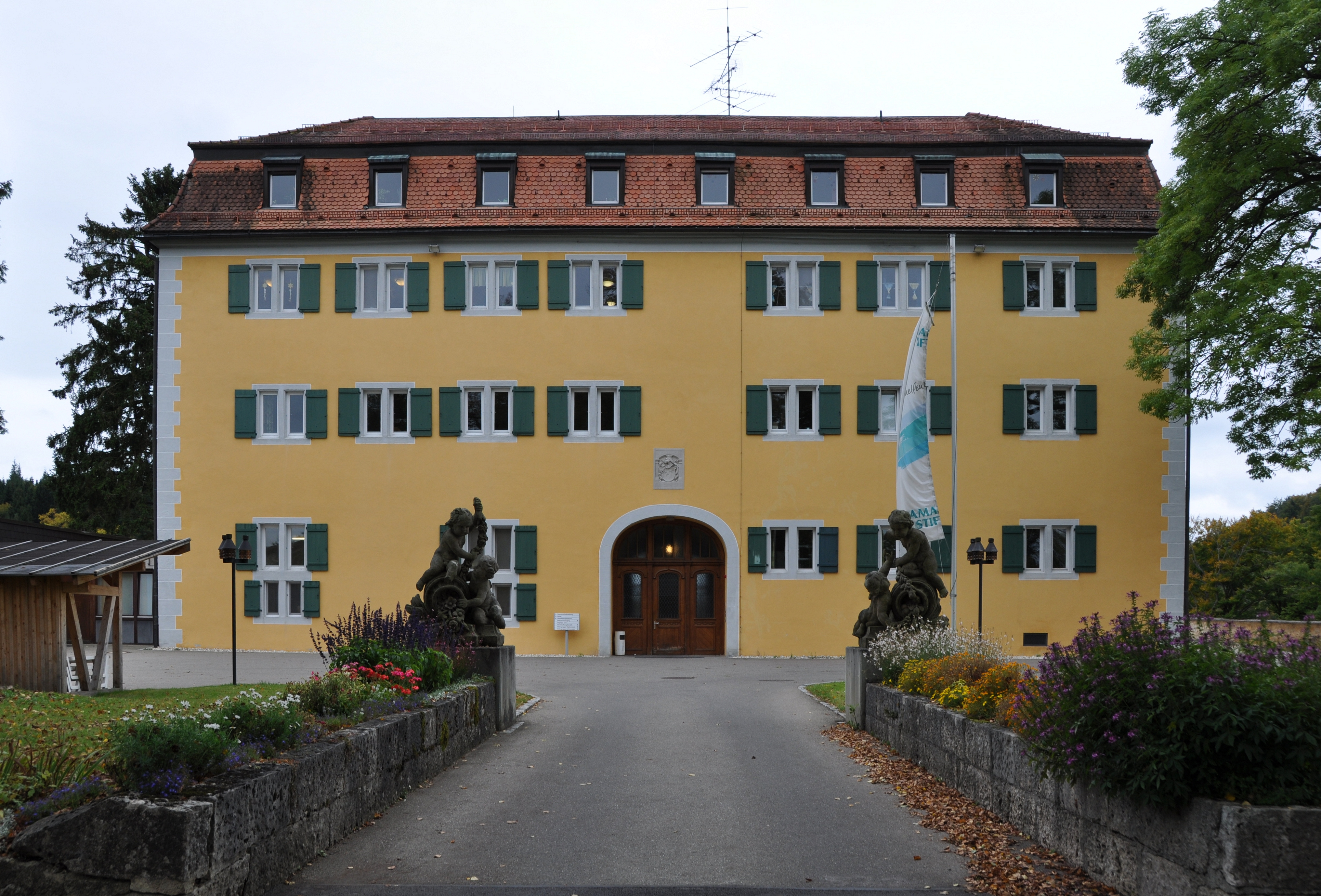
Vorderansicht des Schlosses Grafeneck (2010)

In der Tötungsanstalt Grafeneck bei Gomadingen im heutigen baden-württembergischen Landkreis Reutlingen wurden im Jahr 1940 im Rahmen der Krankenmorde in der Zeit des Nationalsozialismus, der so genannten Aktion T4, systematisch 10.654 Menschen mit Behinderung, vor allem aus Bayern, Baden und Württemberg, aber auch aus Hessen und dem heutigen Nordrhein-Westfalen, ermordet.

## Aktion T4

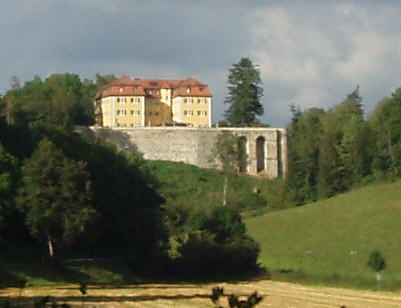
Grafeneck (2007)

### Örtlichkeit
Schloss Grafeneck wurde um 1560 als Jagdschloss von den Herzögen von Württemberg errichtet und in den Jahren 1762 bis 1772 zu einem barocken Schloss erweitert. 1929 kaufte die Samariterstiftung das Schloss, richtete ein Heim für Behinderte ein und legte 1930 einen eigenen Friedhof an.
Das Schloss liegt etwa 25 Kilometer südöstlich der Kreisstadt Reutlingen zwischen Engstingen und Münsingen.

### Anfänge
In der Planungsphase der Aktion T4 schlug das Württembergische Innenministerium in Stuttgart, das eng mit der Berliner „Zentraldienststelle T4“ zusammenwirkte, das Samariterstift Grafeneck vor, da es einen Großteil der Voraussetzungen zum Umbau erfüllte. Die Wahl von Grafeneck als Standort für die erste Tötungsanstalt in Deutschland hat mehrere Gründe: Das Schlossgelände liegt abgeschieden im Wald und ist leicht abzuschirmen, da es nur zwei Auffahrten gibt. Außerdem diente das Schloss als Verwaltungsgebäude für das Personal, da es Räume zur Arbeit und Unterbringung bot.
Am 13. Oktober 1939 verfügte Richard Alber, von 1938 bis 1944 Landrat des Landkreises Münsingen, die Räumung von Schloss Grafeneck am Folgetag. Am 14. Oktober 1939 wurde es „für Zwecke des Reiches“ offiziell beschlagnahmt. Vier Omnibusse der sogenannten „Gemeinnützigen Krankentransport GmbH“ (Gekrat) brachten die circa hundert Pfleglinge zusammen mit dem Heimleiterehepaar Frank, deren Tochter und zehn Mitarbeitern in das Kloster Reute. Den Schwestern von Reute war vier Tage zuvor vom Württembergischen Innenministerium mitgeteilt worden, dass sie ihr Exerzitienhaus St. Elisabeth sofort zu räumen hätten. Alle Patienten, die in Reute untergebracht worden waren, überlebten die Aktion T4.

### Umbau
Von Oktober 1939 bis Januar 1940 wurde das ehemalige Samariterstift Grafeneck zielgerichtet in eine Mordanstalt verwandelt:
Im Schlossgebäude wurden Wohn- und Verwaltungsräume, ein Standesamt sowie ein Polizeibüro eingerichtet. Auf dem Schlossgelände wurden eine Holzbaracke mit etwa 100 Betten, ein Stellplatz für die grauen Busse, ein Krematoriumsofen und ein Vergasungsschuppen erbaut.
Außerdem wurde Personal aus Stuttgart und Berlin rekrutiert: Ärzte, Polizeibeamte, Büroangestellte, Pflege- und Transportpersonal, Wirtschafts- und Hauspersonal sowie Wachmannschaften und Leichenbrenner. Hielten sich zwischen Oktober und Dezember 1939 nur 10 bis 20 Personen im Schloss auf, waren es im Verlauf des Jahres 1940 schon knapp 100 Männer und Frauen.

### Ermordungen
Die systematischen Ermordungen begannen am 18. Januar 1940 in Grafeneck in einer als Duschraum getarnten Gaskammer, die sich in einer „Garage“ befand: Der Anstaltsarzt ließ Kohlenmonoxid in den Vergasungsraum einströmen. Das Gas stammte von der IG Farbenindustrie im Werk Ludwigshafen (BASF). Die ersten ermordeten Patienten stammten aus der Heil- und Pflegeanstalt Eglfing-Haar. Die Opfer kamen aus 48 Einrichtungen für Behinderte und psychisch Kranke: 40 aus fast allen Landkreisen Baden-Württembergs, sechs aus Bayern sowie jeweils eines aus Hessen und Nordrhein-Westfalen.
Am 13. Dezember 1940 wurden die letzten Opfer im Krematorium verbrannt.

### Schließung
Die Schließung der Tötungsanstalt Grafeneck im Dezember 1940 hatte verschiedene Gründe. Der Versuch, die Morde geheim zu halten, scheiterte, aber auch immer häufiger auftretende Proteste seitens der Kirche und der Anstalten waren Gründe gewesen. Die Begründung für den Abbruch des Tötungsprogrammes lagen nach Thomas Stöckle, dem Leiter des Dokumentationszentrums Grafeneck, nur vordergründig im „Scheitern der Geheimhaltungsbemühungen“ und in den zunehmenden Protesten der Kirchen. „Der tiefer liegende Grund […] scheint das Erreichen oder Überschreiten der Zielvorgaben des Regimes gewesen zu sein.“ Nach der Schließung wurde das Personal in die hessische Tötungsanstalt Hadamar bei Limburg an der Lahn verlegt. Dort und in anderen Tötungsanstalten gingen die Krankenmorde bis August 1941 ungehindert weiter. Das Schlossgebäude diente in den folgenden Jahren der so genannten Kinderlandverschickung.
1945 wurde das Heim von der französischen Besatzungsbehörde genutzt und 1946/47 wieder an die Samariterstiftung zurückgegeben. Die bei Kriegsbeginn aus Grafeneck vertriebenen behinderten Menschen, die den Krieg überlebten, zogen wieder ins Schloss.

## Zahl der Opfer
Es gibt verschiedene Angaben über die Gesamtzahl der Opfer in Grafeneck; nach der sogenannten Hartheimer Statistik wurden in der Tötungsanstalt Grafeneck in den zwölf Monaten zwischen Januar und Dezember 1940 insgesamt 9.839 Menschen in einer Gaskammer ermordet:
| Jan. | Febr. | März | April | Mai   | Juni  | Juli  | Aug.  | Sept. | Okt. | Nov. | Dez. | Insgesamt |
| ---- | ----- | ---- | ----- | ----- | ----- | ----- | ----- | ----- | ---- | ---- | ---- | --------- |
| 95   | 234   | 500  | 410   | 1.119 | 1.300 | 1.262 | 1.411 | 1.228 | 761  | 971  | 548  | 9.839     |

Der württembergische Grafeneck-Prozess stellte im Sommer 1949 insgesamt 10.654 Opfer fest.

## Täter
Das hier beschäftigte Personal übernahm teilweise wichtige Posten in den Massenvernichtungslagern der Nationalsozialisten.

### Administrative Ebene
- Ludwig Sprauer, höchster Medizinalbeamter Badens, zuständig für die administrative Durchführung des „Euthanasie“-Programms in Baden. Sprauer autorisierte nach Auswertung der Meldebögen im Auftrag des von dem Regierungsdirektor Otto Schoch geleiteten Badischen Innenministeriums die Transportlisten der zur Verlegung nach Grafeneck bestimmten Anstaltsinsassen.[10]
- Otto Mauthe, höchster Medizinalbeamter Württembergs, zuständig für die „Euthanasie“-Administration in Württemberg.
- Eugen Stähle, Medizinaldirektor im württembergischen Innenministerium, maßgeblich an der Auswahl Grafenecks als Tötungsanstalt der „Aktion T4“ beteiligt. Die von ihm geleitete Abteilung im württembergischen Innenministerium hatte dabei die Rolle einer regionalen T4-Zentralstelle.

### Tötungsärzte
Die T4-Organisatoren Viktor Brack und Karl Brandt ordneten an, dass die Tötung der Kranken ausschließlich durch das ärztliche Personal erfolgen durfte, da sich das Ermächtigungsschreiben Hitlers vom 1. September 1939 nur auf Ärzte bezog. Die Bedienung des Gashahns war in den Tötungsanstalten somit Aufgabe der Vergasungsärzte. Allerdings kam es im Laufe der Aktion auch vor, dass bei Abwesenheit der Ärzte oder aus sonstigen Gründen der Gashahn vom nichtärztlichen Personal bedient wurde. Alle Ärzte von Grafeneck verwendeten im Schriftverkehr nach außen ausschließlich Tarnnamen.
In Grafeneck waren als Tötungsärzte tätig :
- Leiter, Ärztlicher Direktor: Horst Schumann („Dr. Klein“): Januar 1940 bis Ende Mai/Anfang Juni 1940; später Tötungsanstalt Pirna-Sonnenstein und Lagerarzt in Auschwitz-Birkenau
- Stellvertreter: Ernst Baumhard („Dr. Jäger“): Januar 1940 bis April 1940, von da ab leitender Arzt bis Dezember 1940; Januar–Juni 1941 in gleicher Funktion in der Tötungsanstalt Hadamar.
- Stellvertreter: Günther Hennecke („Dr. Fleck“): 25. April 1940 bis Dezember 1940; danach in gleicher Funktion in der Tötungsanstalt Hadamar.

### Verwaltung und sonstiges Personal
- Büroleiter: Christian Wirth, wichtigster nichtmedizinischer Leiter der Tötungsanstalt, zuständig für die Sicherheit, das Sonderstandesamt Grafeneck, in dem Sterbeurkunden amtlich gefälscht wurden, das Personal und die Überwachung des Mordvorganges selber.
- Stellvertretender Büroleiter: Gerhard Kurt Simon („Dr. Ott“, „Keil“); auch als „Standesbeamter“ („Zorn“) zeichnend
- Erster Leiter des Sonderstandesamtes Grafeneck: Jakob Wöger, von Dezember 1939 bis Juni 1940 („Haase“)
- Stellvertretender Leiter des Sonderstandesamtes: Hermann Holzschuh, nach Wögers Ausscheiden dessen Nachfolger („Lemm“)[11]
- Brenner: Josef Oberhauser, zuständig für die Verbrennung der Leichen in den eigens hierfür installierten Krematoriumsöfen.
- Transportleiter: Hermann Schwenninger, leitete die Transportstaffel der „Gekrat“, die Opfer in die Tötungsanstalt Grafeneck brachte.

## Aufarbeitung

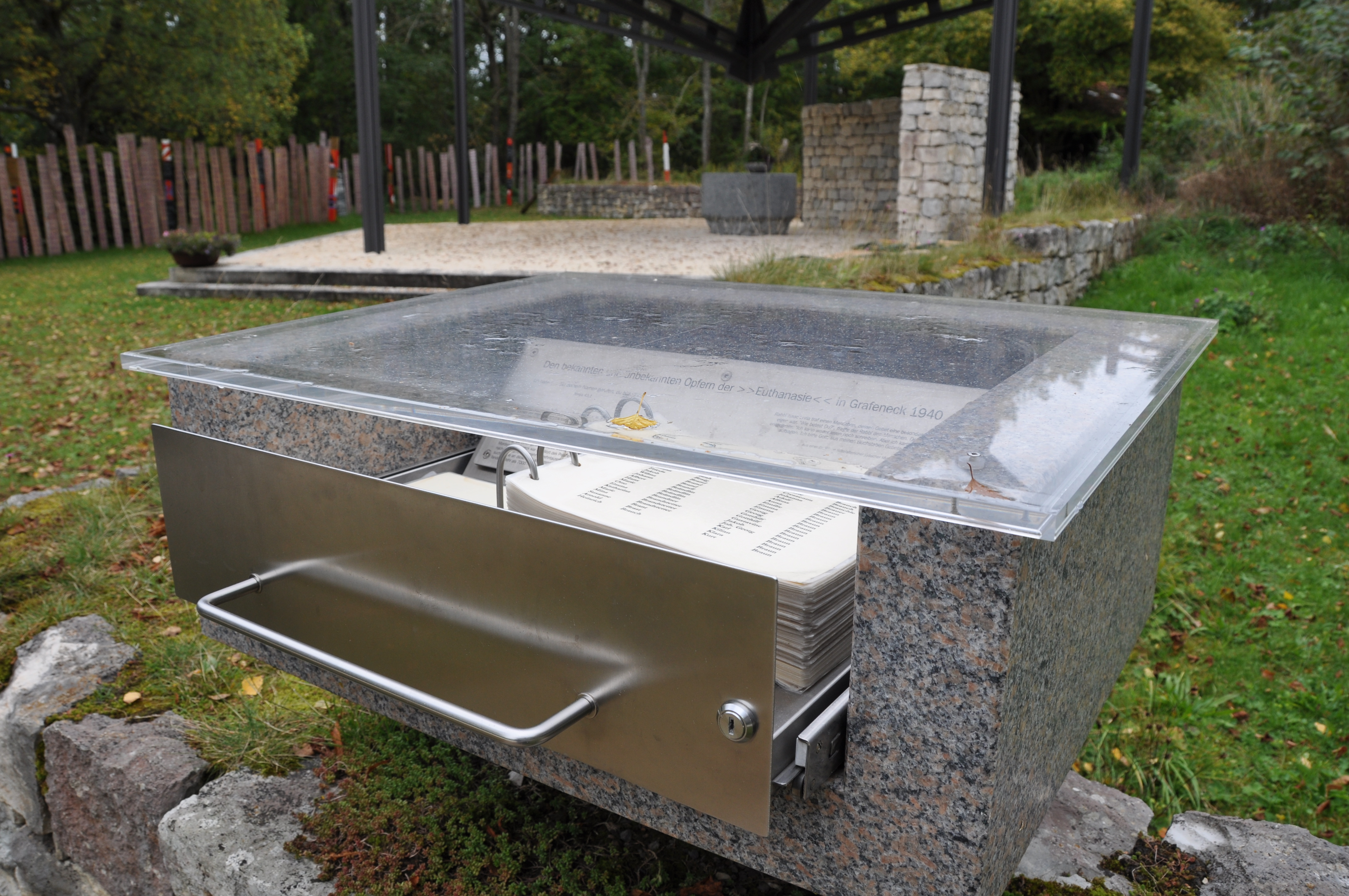
Das Gedenk- und Namensbuch

Vor dem Schwurgericht Freiburg wurden Ludwig Sprauer, oberster Medizinalbeamter im Karlsruher Innenministerium, und Arthur Schreck, Direktor der Pflegeanstalten Rastatt, Illenau und Wiesloch, 1947 angeklagt und 1948 verurteilt.
Die Grafeneck-Prozesse von 1949 in Tübingen führten zu weiteren acht Anklagen.
Im Jahr 1965 wurde das barackenartige Gebäude, in dem die Gasmorde durchgeführt wurden, abgerissen. An Stelle dieses Gebäudes wurde ein auf landwirtschaftliche Nutzung ausgelegter Gebäudekomplex errichtet. Das Interesse an einer Auseinandersetzung mit den nationalsozialistischen Euthanasie-Verbrechen war nach Gründung der Bundesrepublik Deutschland zunächst in den Hintergrund getreten. Allerdings war in diesen Jahren auf dem Friedhof des Behindertenheims ein erster kleinerer Gedenkort für die Opfer dieser Euthanasie-Verbrechen eingerichtet worden.
1982 entstand ein „Arbeitskreis Euthanasie“, um eine Gedenkstätte auszubauen und eine ständige Ausstellung zu ermöglichen.
Die Gerichtsakten der Prozesse wurden zwischenzeitlich digitalisiert.

## Gedenkstätte

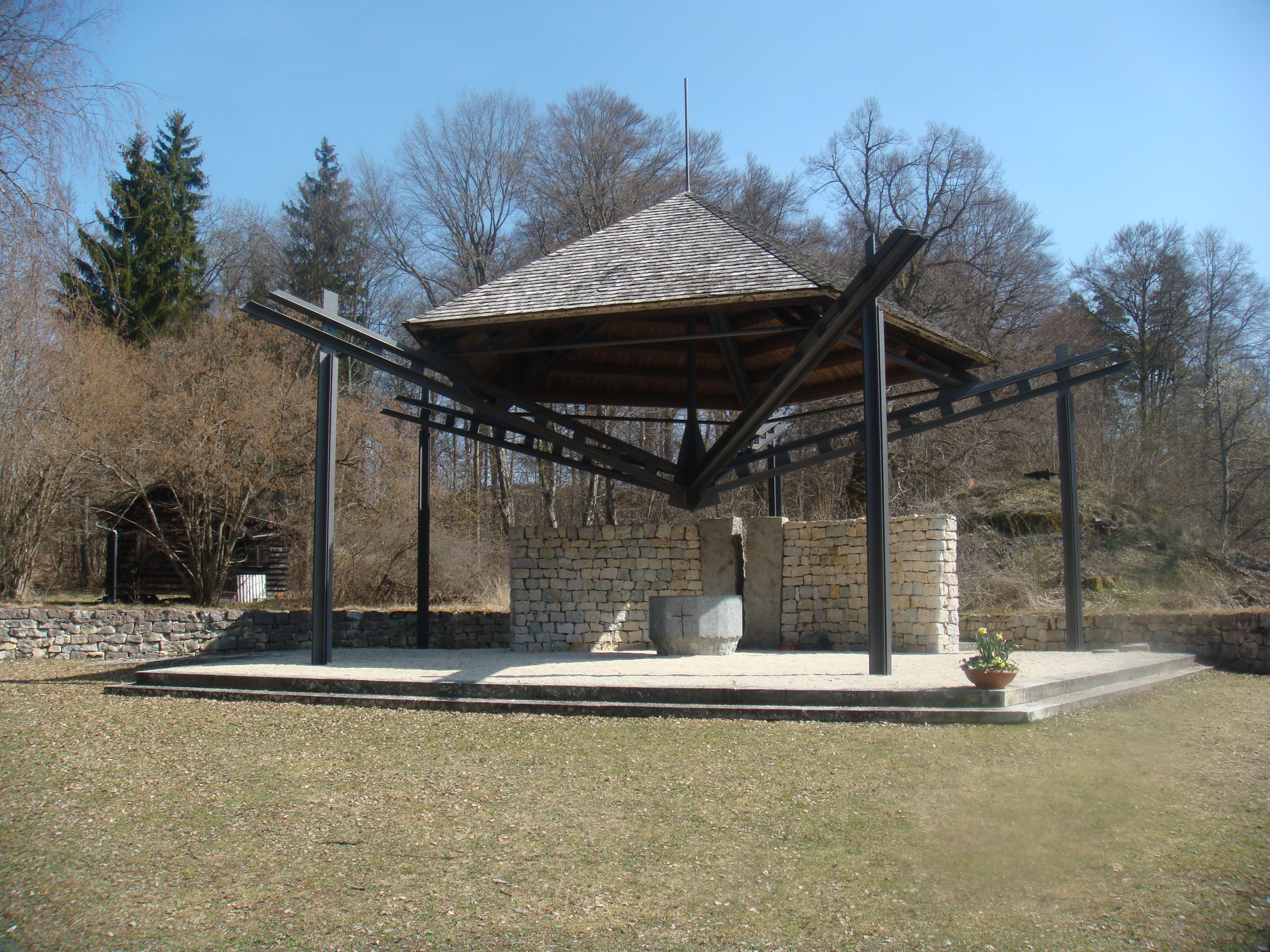
Die Gedenkstätte Grafeneck

Seit den 1950er und 1960er Jahren wird mit zwei Urnengräbern und einem Gedenkort auf dem  Friedhof mit einer offenen Kapelle an die Morde in der Zeit des Nationalsozialismus erinnert.
Die Gedenkstätte wurde vom Bildhauer Rudolf Kurz aus Stimpfach künstlerisch gestaltet. Ein Riss in der Rückwand der seit 1990 bestehenden Gedenkstätte soll den Schmerz über die unmenschlichen Vorgänge symbolisieren.
Am Zugang zur Gedenkstätte befindet sich eine in die Erde eingelassene steinerne Schwelle, welche die über 40 baden-württembergischen und bayerischen Einrichtungen und Heime nennt, aus denen Menschen zur Tötung nach Grafeneck gebracht wurden.
1995 wurde erstmals das „Gedenk- und Namensbuch“ vorgestellt. Seit Oktober 1998 ist dieses Gedenkbuch mit über 8.000 Namen der Opfer in der Nähe der Gedenkstätte untergebracht und für alle Besucher frei zugänglich. Die Recherche nach den weiteren unbekannten Namen ist nach wie vor in Arbeit. Für diese namentlich unbekannten Opfer wurde im August 1998 ein „Alphabet-Garten“ angelegt; die Idee dazu stammt von der englischen Schriftstellerin Diane Samuels.
Seit Oktober 2005 beherbergt Grafeneck ein Dokumentationszentrum: Seither besuchen die Gedenkstätte, die unter anderem die täglich zugängliche Dauerausstellung Grafeneck 1940 – Krankenmord im Nationalsozialismus. Geschichte und Erinnerung enthält, jährlich zwischen 15.000 und 20.000 Menschen.

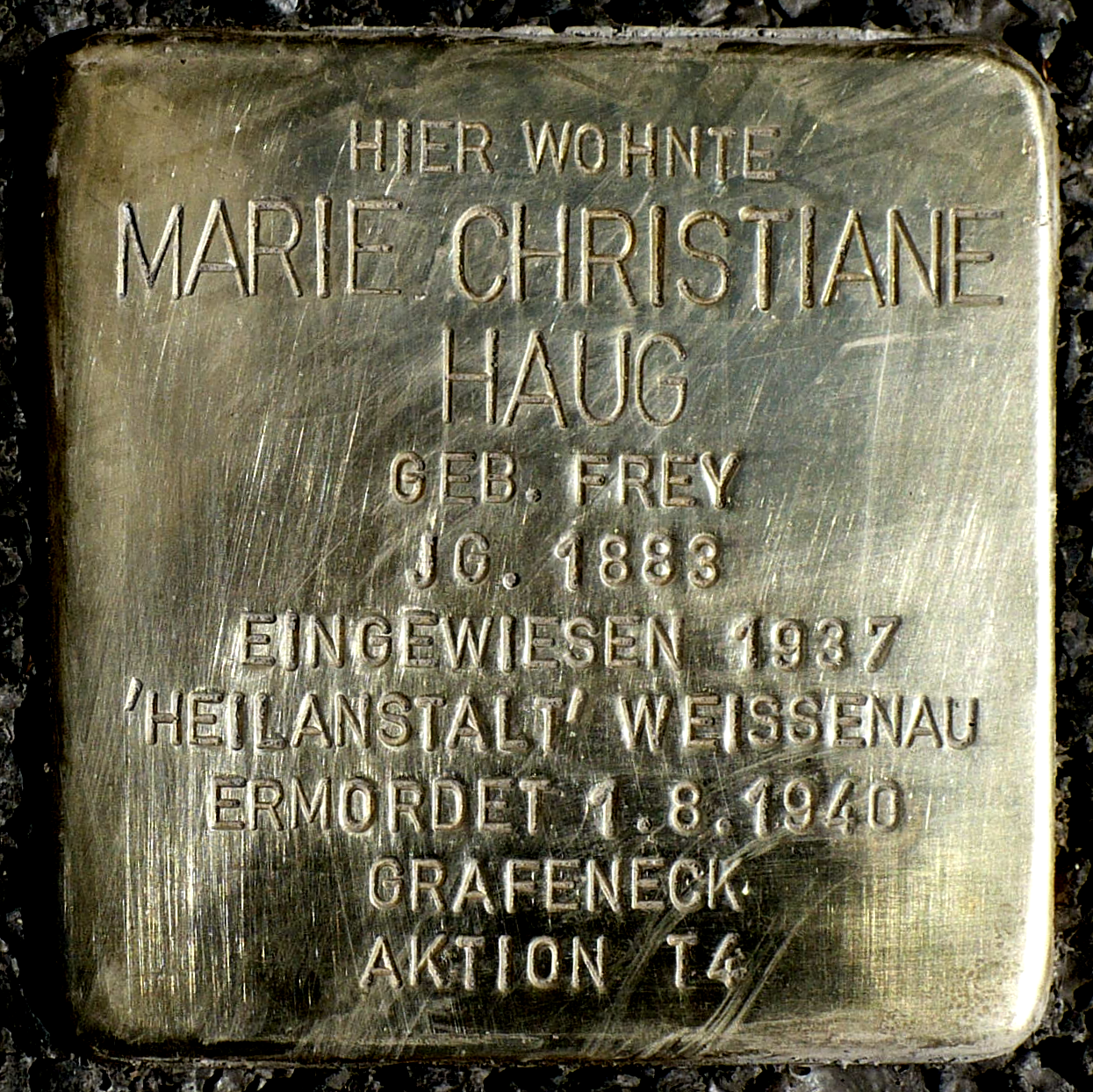
Stolperstein für das Grafeneck-Opfer Marie Christiane Haug in Stuttgart-Untertürkheim, Schlotterbeckstraße 4

## Künstlerische Verarbeitung
Der Schweizer Komponist Thomas Fortmann schuf das „Grafeneck Konzert“ für Violine, Perkussionen & Klavier plus Einspielungen, 38‘, UA: Schloss Grafeneck, D (2015)